# Língua grega pôntica
O grego pôntico ou do Ponto (ποντιακά, pontiaká) é uma língua grega originalmente falada na área de Ponto, nas margens do sul do mar Negro, do nordeste da Anatólia, no Cáucaso turco oriental (província de Carse), no sul da Geórgia e hoje principalmente no norte da Grécia. A linhagem linguística de grego pôntico vem do grego jônico através do grego ático (koiné) e do grego bizantino e contém influências das línguas georgiana, russa, turca e várias línguas caucasianas. A variante ofítica do grego pôntico na Turquia oriental foi identificada como a língua viva mais próxima do grego antigo. Seus falantes são referidos como gregos pônticos ou pontianos.
O grego pôntico é uma língua indo-europeia em vias de extinção, mas ainda falada por cerca de 1 073 000 pessoas em todo o mundo. Porém, somente 200 a 300 mil são considerados falantes ativos. Embora seja principalmente falado no norte da Grécia, também é falado na Turquia, na Rússia, Armênia e na diáspora pôntica. O idioma foi trazido para a Grécia na década de 1920 após o câmbio de população entre os gregos cristãos pônticos e os muçulmanos turcos que foram expulsos das suas terras natais. No entanto, ainda é falado hoje em bolsões na região do Ponto, principalmente por Muçulmanos gregos do Ponto e do Cáucaso nos distritos orientais de Trebizonda. O pôntico grego é muitas vezes considerado um dialeto do mesmo idioma que o grego padrão, embora, segundo se diz, os falantes de cada um não se entendam. É escrito principalmente no alfabeto grego, enquanto na Turquia e na Ucrânia são utilizados com maior frequência o alfabeto latino e o alfabeto cirílico.
Os dialetos gregos estreitamente relacionados são falados em Mariupol e anteriormente na Crimeia, Ucrânia - grego mariupolitano – na Geórgia e na antiga província do Cáucaso russo do Oblast de Carse. A prática linguística é avaliada de forma variada ao ser classificada como "Pôntica". Os falantes desses dialetos, dependendo de onde vivem, são referidos como gregos orientais do Ponto ou como gregos do Cáucaso.

## Classificação
O grego pôntico é classificado como um idioma indo-europeu, grego, ático grego.

## Nome
Historicamente, os falantes da grego pôntico chamaram Romeyka (Romeika, em grego:  Ρωμαίικα), que, num sentido mais geral, é também um termo histórico e coloquial para o grego moderno como um todo. O termo "pôntico" originou-se no uso acadêmico, mas foi adotado como marca de identidade pelos pônticos gregos que vivem na Grécia.
Da mesma forma, em turco, o idioma é chamado de Rumca, derivado da palavra turca Rûm (uso otomano), denotando gregos étnicos que vivem na Turquia em geral; o termo também inclui outros falantes de grego na Turquia, como os de Istambul ou Imbros (Gökçeada) que falam uma língua próxima à modera língua grega padrão. Os atuais falantes do pôntico que vivem na Turquia chamam sua língua de Romeyka, Rumca ou Rumcika.

## Geografia
Embora o pôntico tenha sido originalmente falado na margem sul do mar Negro, números substanciais migraram para as costas norte e leste, para o Império Russo dos séculos XVIII e XIX. O pôntico ainda é falado por um grande número de pessoas na Ucrânia: principalmente Mariupol, mas também em outros lugares da Ucrânia, como Odessa e Donetsk, Rússia. Stavropol) e Geórgia. A língua gozou de alguma utilidade como meio literário nos anos 1930, incluindo uma gramática escolar (Topkharas 1998 [1932]).
Depois do genocídio de gregos de 1910, a maioria dos falantes remanescentes na Ásia Menor estava sujeita ao Tratado de Lausanne, havendo Intercâmbio de populações entre Grécia e Turquia, foram reassentados na Grécia (principalmente no norte). Uma segunda onda de migração ocorreu no início da década de 1990, desta vez da antiga União Soviética.
Na Grécia, o pôntico é usado principalmente em forma de emblema, em vez de como meio de comunicação.
- Grécia 400 mil falantes, principalmente na Macedônia (Leste, Central e Ocidental) e na Ática [5]*, Turquia: ~4 mil falantes: a maioria na região leste do mar Negro e Istambul [6][5][7]

- Região dialetal de Of:
  - Of: muitas vilas
  - Çaykara: (24-70 vilas)
  - Dernekpazarı: (13 vilas)
  - Köprübaşı: (5 vilas)
  - Sürmene: (31 vilas)
  - Rize: (21 vilas, principalmente em İkizdere distrito)
- Ao oeste de Trebizonda:
  - Maçka: muitas vilas, assentados de Of-Çaykara
  - Tonya, Turquia: (17 vilas)
  - Beşikdüzü: 1 vila
  - Giresun: (3 vilas no distrito de Bulancak)
  - Gümüşhane: Dispersos em Torul-ardasa, Yağlıdere-kromni, Dumanlı
- Cáucaso
  - Carse: Muitas vilas e na capital.

## História
Semelhante aos mais modernos dialetos do grego, o grego pôntico é derivado principalmente do grego koiné, falado no período helenístico e da Roma Antiga entre os séculos IV a.C. e IV d.C. Após o período do Império Seljúcida invadir a Ásia Menor no século XI d.C., o Ponto ficou isolado de muitas das regiões do Império Bizantino. Os pontianos permaneceram um pouco isolados do continente grego, fazendo o grego pôntico se desenvolver separada e distintamente do resto do mundo grego. No entanto, a língua também foi influenciada pelos idiomas persa, idiomas do Cáucaso e língua turca.

## Língua oficial

### Grécia
Na Grécia, o pôntico não tem status oficial. Gregos pônticos expulsos de sua terra natal e chegando à Grécia em 1923 foram encorajados a assimilar e abandonar sua identidade separada.

### União Soviética
Historicamente, o grego pôntico era a língua de facto da minoria Grega na URSS, embora na Allανσυνδεσμιακή Σύσκεψη (Conferência de Todos os Sindicatos) de 1926, organizada pela Intelligentsia greco-soviética, foi decidido que o grego demótico deveria ser a língua oficial da comunidade.
O posterior ressurgimento da identidade do grego na União Soviética e na Rússia pós-comunista viu uma divisão renovada na questão do romaico versus demótico. Uma nova tentativa de preservar um senso de identidade étnica romaica começou em meados da década de 1980. O estudioso ucraniano Andriy Biletsky criou um novo alfabeto eslavo, mas embora vários escritores e poetas usem esse alfabeto, a população da região raramente o utiliza.

## Cultura
A língua tem uma rica tradição oral e folclore e canções em pôntico são particularmente populares na Grécia. Há também uma produção limitada de literatura moderna do pôntico, incluindo coleções de poesia (entre os escritores mais renomados está Kostas Diamantidis), romances e tradução de Asterix.. Os jovens falam frequentemente o grego padrão como sua primeira língua. O uso do pôntico tem sido mantido mais por falantes na América do Norte do que na Grécia.

## Dialetos
O linguista grego Manolis Triantafyllidis dividiu o pôntico da Turquia em dois grupos:
- Grupo ocidental ( Oinountiac / Niotika ) em torno de Ünye.
- Grupo oriental
  - Subgrupo Costeiro ( trapezoidíaco ) ao redor de Trebizonda,
  - Subgrupo interno ( Chaldiot ) em Chaldia (em torno de Argyroupolis / Gümüşhane - Kanin no Ponto), em sua vizinhança ([[KelkitBaibourt / Bayburt, etc.) e em torno de Kotyora / Ordu.

Os falantes de Chaldiot eram os mais numerosos. Na fonologia, algumas variedades do pôntico são relatadas como demonstrando harmonia vocálica, uma característica bem conhecida do turco (Mirambel 1965).
Fora da Turquia pode-se distinguir:
- Grupo do norte (grego de Mariupol ou Rumeíka), originalmente falado na Crimeia, mas agora principalmente em Mariupol, onde a maioria dos pônticos gregos da Crimeia do Subgrupo Rumaiico agora vivos. Outros pônticos gregos falam o tártaro da Crimeia como sua língua materna, e são classificados como "Urums". Há aproximadamente meia dúzia de dialetos da Crimeia (mariupolitana) do grego pôntico;.
  - Romaico soviético, uma variante sovietizada do grego pôntico falada pela população grega pôntica da União Soviética. Os bolcheviques formaram e criaram uma variante "soviética" do dialeto pôntico contra a moderna língua demótica da Grécia, já que o demótico grego era visto como uma "variante capitalista" da língua grega. Isso também foi projetado para fazer os gregos pônticos, que constituem a maioria da população de língua grega da União Soviética, um subgrupo único do grego.

### Ofítico
Os habitantes de {{ilc|Of|Of (Turquia)|Of]], que se converteram ao islã no século XVII, permaneceram na Turquia e retiveram parcialmente a língua do Ponto até hoje.

. Seu dialeto, que faz parte do subgrupo Trapezcoutíaco, é chamado de "ofítico" por linguistas, mas os falantes geralmente o chamam de "romeyka". Apenas cerca de 5 000 pessoas o falam. No entanto, existem estimativas que mostram o número real de falantes como consideravelmente maior.
O ofítico reteve a forma infinitivo, que está presente no grego antigo, mas foi perdido em outras variantes do grego moderno. por isso, tem sido caracterizada como "arcaico" (mesmo em relação a outros dialetos do Pôntico) e como a língua viva que mais se aproxima do antigo grego.
Um dialeto muito semelhante é falado por descendentes de cristãos do Vale de Of que agora que vivem na Grécia, na aldeia de Nea Trapezounta, Pieria, (Macedônia Central), com cerca de 400 falantes.

## Alfabetos
O Pôntico, na Grécia, é escrito no alfabeto grego com diacríticos: σ̌ ζ̌ ξ̌ ψ̌  para /ʃ ʒ kʃ pʃ/, α̈ ο̈  para [æ ø] (phonological /ia io/). Na Turquia, é escrito com o  alfabeto latino na forma da língua turca. Na Rússia, é escrito no alfabeto cirílico. Nos primórdios da era soviética, o pôntico era  escrito no alfabeto grego “fonético”, como mostrado abaixo, usando dígrafos em vez de diacríticos; [æ ø] eram escritos como ια, ιο.
| Alfabeto grego | Alfabeto turco | Alfabeto cirílico | IPA     | Exemplo                             |
| -------------- | -------------- | ----------------- | ------- | ----------------------------------- |
| Α α            | A a            | А а               | [ä]     | ρομεικα, romeyika, ромейика         |
| Β β            | V v            | В в               | [v]     | κατιβενο, kativeno, кативено        |
| Γ γ            | Ğ ğ            | Г г               | [ɣ] [ʝ] | γανεβο, ğanevo, ганево              |
| Δ δ            | DH dh          | Д д               | [ð]     | δοντι, dhonti, донти                |
| Ε ε            | E e            | Е е               | [e̞]     | εγαπεςα, eğapesa, егапеса           |
| Ζ ζ            | Z z            | З з               | [z]     | ζαντος, zantos, зантос              |
| ΖΖ ζζ          | J j            | Ж ж               | [ʒ]     | πυρζζυας, burjuvas, буржуас         |
| Θ θ            | TH th          | С с, Ф ф, Т т     | [θ]     | θεκο, theko, теко                   |
| Ι ι            | İ i            | И и               | [i]     | τοςπιτοπον, tospitopon, тоспитопон  |
| Κ κ            | K k            | К к               | [k]     | καλατζεμαν, kalaceman, калачеман    |
| Λ λ            | L l            | Л л               | [l]     | λαλια, lalia, лалиа                 |
| Μ μ            | M m            | М м               | [m]     | μανα, mana, мана                    |
| Ν ν            | N n            | Н н               | [n]     | ολιγον, oliğоn, олигон              |
| Ο ο            | O o            | О о               | [o̞]     | τεμετερον, temeteron, теметерон     |
| Π π            | P p            | П п               | [p]     | εγαπεςα, eğapesa, егапеса           |
| Ρ ρ            | R r            | Р р               | [ɾ]     | ρομεικα, romeyika, ромейка          |
| Σ ς            | S s            | С с               | [s]     | καλατζεπςον, kalacepson, калачепсон |
| ΣΣ ςς          | Ş ş            | Ш ш               | [ʃ]     | ςςερι, şeri, шери                   |
| Τ τ            | T t            | Т т               | [t]     | νοςτιμεςα, nostimesa, ностимеса     |
| ΤΖ τζ          | C c            | Ч ч               | [d͡ʒ]    | καλατζεμαν, kalaceman, калачеман    |
| ΤΣ τς          | Ç ç            | Ц ц               | [t͡ʃ]    | μανιτςα, maniça, маница             |
| Υ υ            | U u            | У у               | [u]     | νυς, nus, нус                       |
| Φ φ            | F f            | Ф ф               | [f]     | εμορφα, emorfa, эморфа              |
| Χ χ            | H, KH (sert H) | Х х               | [x]     | χαςον, hason, хасон                 |

### Comparação com grego antigo
- Exemplo 1: pôntico en (é), antigo grego esti, forma idiomática koiné enesti, forma bíblica form eni ("there is"), moderno grego ine (είναι)
- Exemplo 2: pôntico temeteron (nos), antigo grego to(n) hemeteron, moderno grego to(n) * mas
- Exemplo 3: pôntico pedhin (criança), antigo grego paidion, grego padrão pedhi
- Exemplo 4 (combinando 2 e 3): pôntico temeteron to pedin (nossa criança), grego antigo/koiné to hemeteron paidion, grego moderno to pedi mas

- 1. Adição do som / e / ao antigo sufixo infinitivo –ειν (em Pôntico Trapezontíaco)

| pôntico    | antigo    |
| ipíne      | εἰπεῖν    |
| pathíne    | παθεῖν    |
| apothaníne | ἀποθανεῖν |
| piíne      | πιεῖν     |
| iδíne      | εἰδεῖν    |
| fiíne      | φυγεῖν    |
| evríne     | εὑρεῖν    |
| kamíne     | καμεῖν    |
| faíne      | φαγεῖν    |
| mathíne    | μαθεῖν    |
| erthéane   | ἐλθεῖν    |
| meníne     | μένειν    |

- 2. Sufixo infinitivo similar -ηναι

| Pôntico    | antigo      |
| anevίne    | ἀναβῆναι    |
| katevine   | καταβῆναι   |
| embine     | ἐμβῆναι     |
| evjine     | ἐκβῆναι     |
| epiδeavine | ἀποδιαβῆναι |
| kimethine  | κοιμηθῆναι  |
| xtipethine | κτυπηθῆναι  |
| evrethine  | εὑρεθῆναι   |
| vrasine    | βραχῆναι    |
| raine      | ῥαγῆναι     |

- 3. Antigo sufixo do primeiro tempo \orista da Gramática grega - infinitivo -αι foi substituído pelo sufiso do segundo tempo -ῆναι

| Pôntico  | antigo  |
| κράξειν  | κράξαι  |
| μεθύσειν | μεθύσαι |

- 4. Adição do som /e/ ao antigo sufixo infinitivo aorista –σειν (ράψεινε, κράξεινε, μεθύσεινε, καλέσεινε, λαλήσεινε, κτυπήσεινε, καθίσεινε
- 5. Mesmo sufixo aorista  –ka (–ka também era o sufixo do perfeito)

| Pôntico | antigo  |
| eδoka   | ἔδωκα   |
| enδoka  | ἐνέδωκα |
| epika   | ἐποίηκα |
| efika   | ἀφῆκα   |
| ethika  | ἔθηκα   |

- 6. Antigo infinitivo grego –ein (-εῖν) > infinitivo grego pôntico–eane (-έανε)

| Pôntico  | antigo |
| erthéane | ἐλθεῖν |

## Arcaísmos
As características de grego pôntico que foram retidas das formas antigas de grego, em contraste com os desenvolvimentos de grego moderno são as seguintes:
- Preservação da antiga pronúncia de 'η' como 'ε' (κέπιν = κήπιον, κλέφτες = κλέπτης, συνέλικος = συνήλικος, νύφε = νύ(μ)φη, έγκα = ἤνεγκον, έτον = ἦτον, έκουσα = ἤκουσα etc.).
- Preservação da antiga pronúncia de 'ω' com 'o' enquanto o koiné grego entendia isso como 'ου' (ζωμίν = ζουμί, καρβώνι, ρωθώνι etc.).
- Preservação do antigo sufixo nominativo dos substantivos neutros diminutivos em 'ιον' (παιδίον, χωρίον).
- Preservação do par de consoantes 'σπ' do greo jônico em lugar do Koive 'σφ' (σποντύλιν, σπἰγγω, σπιντόνα).
- Preservação da terminação feminina de adjetivos compostos em ος (η άλαλος, η άνοστος, η έμορφος).
- declinação de substantivos masculino do singular, terminação nominativa '-ον' para genitivo '-ονος' (ο νέον → τη νέονος, ο πάππον → τη πάππονος, ο λύκον → τη λύκονος, ο Τούρκον → τη Τούρκονος etc.).
- segunda foma aorista final em -ον (ανάμνον, μείνον, κόψον, πίσον, ράψον, σβήσον).
- voz “média” (nem passiva, nem ativa)  terminação em in -ούμαι (ανακατούμαι, σκοτούμαι, στεφανούμαι).
- voz passiva aorista – terminação em -θα (anc. -θην): εγαπέθα, εκοιμέθα, εστάθα etc.
- imperativo do passivo aorista final em -θετε (anc -θητι): εγαπέθετε, εκοιμέθετε, εστάθετε.
- esporádico uso do infinitivo (εποθανείναι, μαθείναι, κόψ'ναι, ράψ'ναι, χαρίσ'ναι, αγαπέθειν, κοιμεθείν).
- Antigo tonicidade de substantivs no vocativo: άδελφε, Νίκολα, Μάρια.
- esporádico uso do 'ας' em ligar de 'να': δός με ας τρόω.